# 達爾黨阿
达尔党阿（穆麟德轉寫：daldangga，？—1760年），又作達勒當阿，鈕祜祿氏，鑲黃旗滿洲，理藩院尚书阿灵阿之次子。清朝政治人物、清朝刑部尚書。

## 生平
乾隆年间，袭曾祖额亦都一等子爵，任三等侍卫。曾任盛京將軍。乾隆十三年四月癸酉，接替阿克敦，擔任清朝刑部尚書，后改吏部尚書。由盛安接任。入阁为协办大学士，再袭二等公。出为黑龙江将军。乾隆二十年（1755年）出任参赞大臣，随定北将军班第讨准噶尔达瓦齐。
次年，率师征讨阿睦尔撒纳，转战安集海、雅尔拉、努喇，先后任定边副将军、参赞大臣、定西将军。后以缓追纵敌罪，未能擒获阿睦尔撒纳，被发遣热河戍守，被革职，终二等侍卫。